# القنب الهندي في فيجي
القنب الهندي في فيجي غير قانوني.

## تاريخ
من المحتمل أن يتم إدخال القنب («القنب الهندي») إلى فيجي بعد إدخال العمال الهنود عام 1879 بموجب نظام العمل بعقود.
تشير مجلة قانونية صدرت عام 1907 إلى وجود:
أشار تقرير صدر عام 1993 إلى أن فيجي تواجه مشكلة حشيش «أولية» حيث تعرض الشباب للمخدر من قبل مسافرين أجانب.

## زراعة
إلى جانب بابوا غينيا الجديدة، تعد فيجي واحدة من المنتجين الرئيسيين للقنب في أوقيانوسيا.